# Brenas
Brenas település Franciaországban, Hérault megyében. Lakosainak száma 57 fő (2022. január 1.). Brenas Carlencas-et-Levas, Mérifons, Octon, Pézènes-les-Mines és Lunas-les-Châteaux községekkel határos.

## Népesség
A település népességének változása:
| Lakosok száma | 31   | 30   | 28   | 40   | 50   | 51   | 53   | 54   | 55   | 57   |
|               | 1968 | 1982 | 1990 | 2006 | 2013 | 2015 | 2017 | 2019 | 2020 | 2022 |